# Rilly-Sainte-Syre
Rilly-Sainte-Syre é uma comuna francesa na região administrativa de Grande Leste, no departamento de Aube. Estende-se por uma área de 14,16 km². Em 2010 a comuna tinha 240 habitantes (densidade: 16,9 hab./km²).